# Hiếu thảo

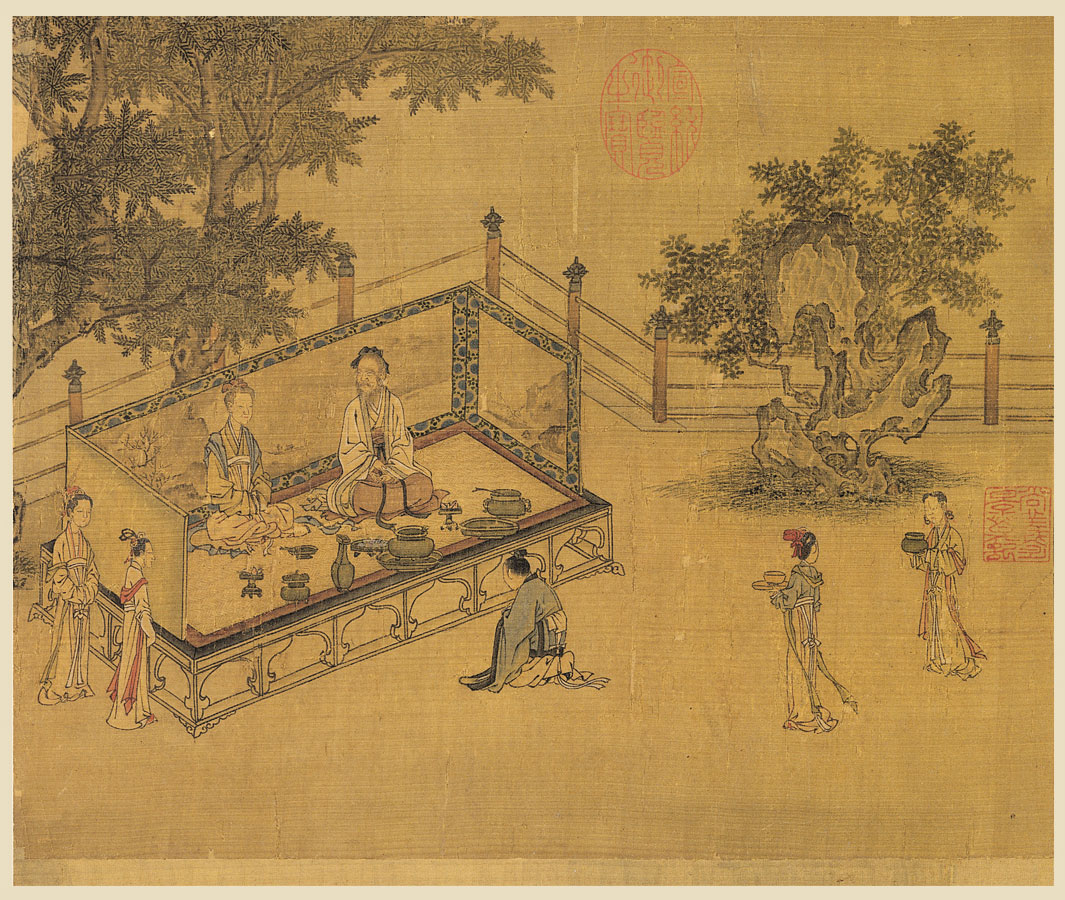
Hình vẽ trong Hiếu Kinh kể về đạo thờ phụng cha mẹ vào thời Tống

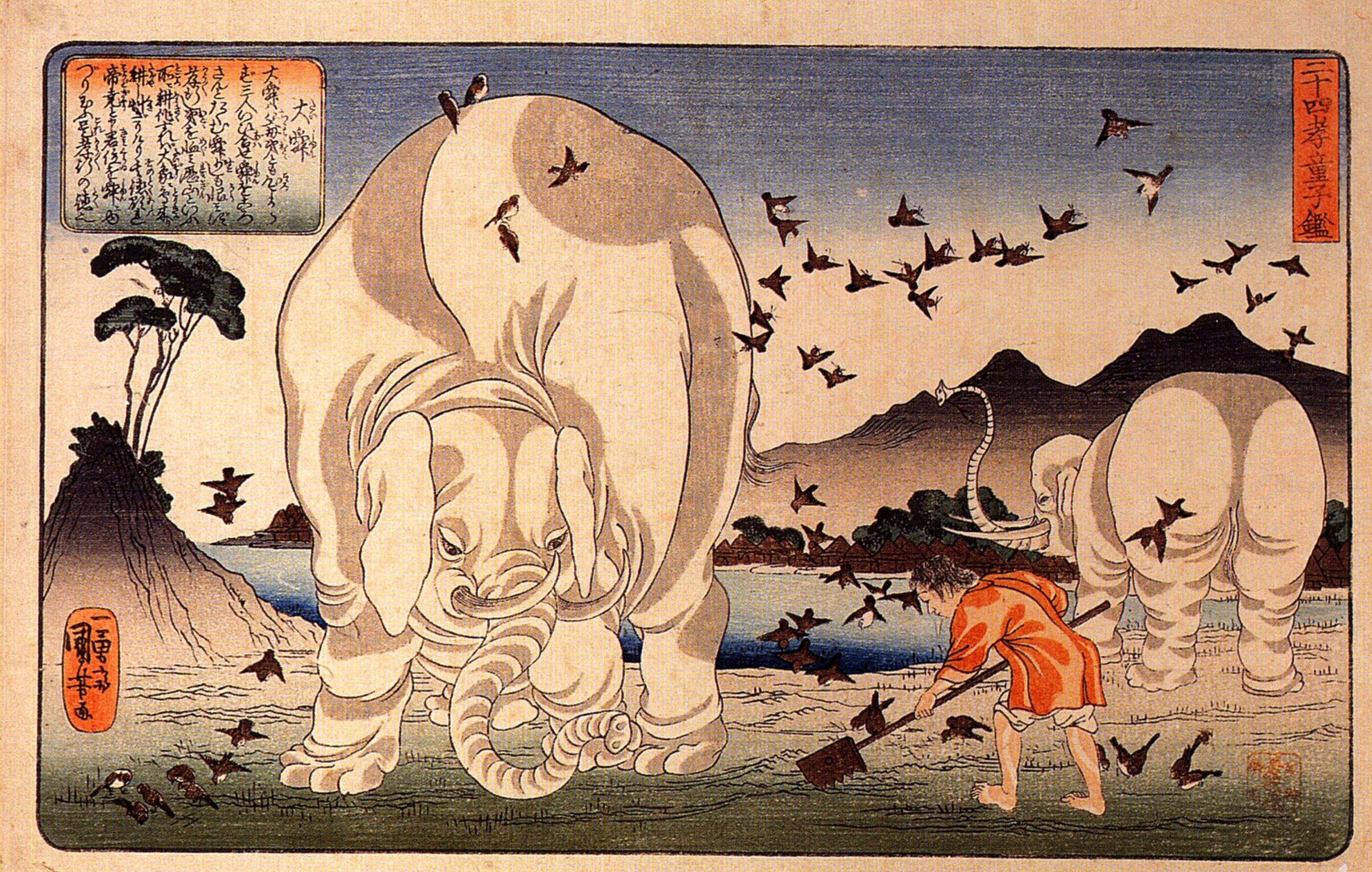
Vua Thuấn bị cha và mẹ ghẻ bạc đãi nhưng vẫn hiếu thảo. Điều đó làm cảm động bầu trời, và Trời gửi con voi của mình đến để giúp vua khi cày và các loài chim đến giúp nhổ cỏ dại. Tranh vẽ của Utagawa Kuniyoshi (歌川国芳; 1798 - 1861)

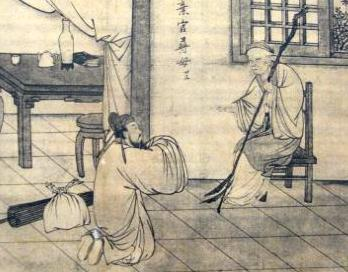
Một hình vẽ trong Nhị Thập Tứ Hiếu, ấn bản 1846

Trong triết học Nho giáo, lòng hiếu thảo là một đức tính tôn trọng cha mẹ và tổ tiên của mình. Sách cổ Hiếu Kinh được cho là văn bản viết vào khoảng thời kỳ Tần-Hán, thuật về nguyên lý Khổng giáo về "lòng hiếu thảo" và những tấm gương hiếu thảo đời xưa. Trong sách thuật lại một cuộc trò chuyện giữa Khổng Tử và học trò của ông là Tăng Tử 曾子), là làm thế nào để thiết lập một xã hội tốt đẹp bằng cách sử dụng nguyên tắc của lòng hiếu thảo. Lòng hiếu thảo là trung tâm của vai trò đạo đức của Nho giáo.
Lòng hiếu thảo được coi là một đức tính quan trọng trong văn hóa Trung Hoa và vùng văn hóa Đông Á, và là mối quan tâm chính của một số lượng lớn những câu chuyện kể. Một trong những bộ sưu tập nổi tiếng nhất là bộ Nhị thập tứ hiếu kể lại sự tích của 24 tấm gương hiếu thảo.

## Từ nguyên
Hiếu (tiếng Hán: 孝, bộ lão ở trên bộ tử - con cái), theo tự điển Hán Việt Thiều Chửu, nghĩa là hết lòng phụng dưỡng cha mẹ hay là đạo lý phụng thờ cha mẹ.
- Luận Ngữ 論語: Đệ tử nhập tắc hiếu, xuất tắc đễ 弟子入則孝, 出則悌 (Học nhi 學而) Con em ở trong nhà thì hiếu thảo (hết lòng phụng dưỡng cha mẹ), ra ngoài thì kính nhường (bậc huynh trưởng).
- Hiếu Kinh 孝經: Phù hiếu, đức chi bổn dã 夫孝, 德之本也 (Khai tông minh nghĩa chương 開宗明義章) Đạo phụng thờ cha mẹ, đó là gốc của đức.

## Quan niệm của Khổng giáo
Trong sách Trung Dung, Khổng tử nói: "Kính kỳ sở tôn, ái kỳ sở thân, sự tử như sự sinh, sự vong như sự tồn, hiếu chi chí giã" (nghĩa là: kính những người cha mẹ đã tôn trọng, yêu những người cha mẹ đã yêu mến, thờ cha mẹ lúc chết cũng như lúc sống, lúc mất rồi cũng như lúc hãy còn, ấy là hiếu đến rất mực vậy). Ông cũng nói với học trò là Tử Du: "Đời nay chỉ bảo rằng nuôi được cha mẹ là hiếu. Nhưng suy đến loài hèn như khuyển mã (chó ngựa), cũng còn nuôi nó cả. Nếu nuôi cha mẹ mà chẳng kính, thì có khác gì đâu !".
Trong chương đầu Khai tông minh nghĩa của Hiếu Kinh, thuật lại lời Khổng Tử nói với Tăng Tử:
| “ | Này đây, HIẾU là căn bản của ĐỨC, do giáo dục mà sinh ra. Hãy ngồi trở xuống, ta nói cho ngươi biết. Thân thể, hình hài, tóc tai, da thịt là do cha mẹ sinh ra không được gây hư hại là nết đầu của chữ Hiếu. Sau lo lập thân, hành đạo để lại tiếng thơm cho đời sau là nết cùng của chữ Hiếu. Này đây, chữ Hiếu lấy việc phụng dưỡng cha mẹ làm đầu, kế đến thờ vua, sau rốt là lập thân". | ” |

Trong Hiếu Kinh, Khổng Tử rất đề cao chữ hiếu vì đó là căn bản ứng xử của con người, từ đó mà việc thảo kính của con cái đối với cha mẹ đã được xem như là một đạo hiếu (hiếu đạo). Một cách tổng quát, theo Khổng giáo, lòng hiếu thảo có nghĩa là đối xử tốt với cha mẹ của mình; chăm sóc cha mẹ của mình; có hành vi cư xử tốt không chỉ đối với cha mẹ mà còn ở bên ngoài nhà để mang lại danh tiếng tốt cho cha mẹ và tổ tiên; thực hiện tốt các nhiệm vụ và công việc làm để có thể bảo đảm vật chất hỗ trợ các bậc cha mẹ cũng như để thờ phụng tổ tiên; không nổi loạn; thể hiện tình yêu, sự tôn trọng và hỗ trợ; thể hiện phong cách lễ độ; đảm bảo có người thừa kế nam giới, phát huy tình huynh đệ giữa các anh em; tư vấn cho cha mẹ một cách khôn ngoan, trong đó có việc giữ họ tránh khỏi những hành vi không đạo đức; thể hiện nỗi buồn khi cha mẹ bệnh tật và qua đời; và thực hiện tang lễ, sự cư tang, thờ phụng sau khi họ qua đời.
Tăng tử tóm lược: "Hiếu hữu tam: đại hiếu tôn thân, kỳ thứ phất nhục, kỳ thứ năng dưỡng", nghĩa là: "Hiếu đạo có 3 điều: Đại hiếu là tôn kính cha mẹ, thứ đến là không làm gì gây tai tiếng cho cha mẹ, sau cùng là nuôi dưỡng cha mẹ". Mạnh Tử bàn về chi tiết chữ “Hiếu” như sau: “Việc phụng sự cha mẹ của người con hiếu là: Cư xử hết lòng kính trọng, dưỡng nuôi cố làm đẹp lòng, bệnh đau tận tâm lo lắng, ma chay hết sức xót thương, tế lễ nghiêm trang rất mực”.
Người xưa thường quan niệm về chữ Hiếu rất cứng nhắc, nhưng Mâu Tử trong Lý hoặc Luận bàn thêm: 
| “ | Xưa người nước Tề đi thuyền sang sông. Người cha ngã xuống nước, người con xách tay, chúc đầu chổng ngược để cho nước ở miệng ra mà mạng cha được sống. Kìa, chúc đầu lộn ngược cha, còn gì bất hiếu bằng. Nhưng để bảo toàn thân thể cha, nếu khoanh tay giữ đạo con hiếu thông thường thì mạng cha chết mất dưới nước. Khổng Tử nói: "Có thể cùng theo đạo, nhưng chưa có cùng quyền biến". Đó gọi là Tùy thời mà làm vậy. ... Do thế mà thấy nếu có đức lớn thì không câu nệ vào tiểu tiết. | ” |

Về mức quan trọng của đạo Hiếu, Tăng Tử cũng viết trong Minh Tâm Bảo giám: 
| Hiếu giả bách hạnh chi tiên              | . | Nét hiếu đứng đầu trăm nết tốt              |
| Hiếu chí ư thiên tắc phong vũ thuận thời | . | Hiếu cảm đến trời thì mưa hòa gió thuận     |
| Hiếu chí ư địa tắc vạn vật hoá thành     | . | Hiếu cảm đến đất thì muôn vật hóa thành     |
| Hiếu chí ư nhân tắc chúng phúc hàm trăn  | . | Hiếu cảm đến người thì mọi phúc đều tới.[4] |
Vương Vĩnh Bân viết trong “Vi lô dạ thoại” (Chuyện kể bên bếp lửa): "Trường tồn nhân hiếu tâm, tắc thiên hạ bất khả vi giả, giai bất nhẫn vi, sở dĩ hiếu cư bách hạnh chi tiên", (tạm dịch là: Đạo hiếu con người sẽ lâu dài, người có hiếu thì sẽ không làm những chuyện mà thiên hạ không thể làm, do vậy hiếu đứng đầu trong cả trăm đức tính).

## Văn hóa Việt Nam
Ca dao Việt Nam có câu: 
| “ | Công cha như núi Thái Sơn, Nghĩa mẹ như nước trong nguồn chảy ra. Một lòng thờ mẹ kính cha, Cho tròn chữ hiếu mới là đạo con. | ” |

Việt Nam cũng có nhiều gương hiếu thảo. Đại Việt Sử Ký Toàn Thư có chép chuyện vua Lê Thánh Tông: "Khi Hoàng thái hậu chưa băng hà, mùa đông, vua cùng Hoàng thái tử ngày đêm chăm sóc, không lúc nào rời bên cạnh. Khi dâng thuốc thang hay thức ăn uống, vua nhất định tự mình nếm trước; trong thì kêu với tổ tiên, ngoài thì dốc lòng cầu khẩn, không thần nào là không khấn. Đến khi hấp hối cũng tự kêu gào, Thái hậu còn nhếch mép một chút, muốn nói để từ giã. Mọi việc mặc áo, khâm liệm, bỏ gạo vào miệng người chết, vua đều tự làm lấy cả để tỏ lòng đau xót."
Việt Nam sử lược có chép chuyện vua Tự Đức, suốt 36 năm, cứ ngày lẻ thì ngự triều, ngày chẵn thì đến thăm mẹ là Phạm Thị Hằng (Từ Dũ), những điều mẹ dạy vua đều ghi chép cẩn thận vào "Từ Huấn Lục". Có lần do mải mê đi săn bị mưa lụt về trễ vào ngày kỵ của vua cha là Thiệu Trị, thấy mình phạm lỗi nên ông nằm ra, đặt chiếc roi lên mâm son để chờ Hoàng thái hậu Từ Dũ trừng phạt.